# Nokia 3100
Nokia 3100（ノキア3100）は、ノキアが発売したGSM方式の携帯電話端末である。
日本でもノキア・ジャパンが2004年2月24日に発売した。

## スペック
- メッセージング : SMS/MMS
- 内蔵ブラウザ : WAP 1.2.1/XHTML
- 外部インターフェイス : USBケーブル接続（モデムとしては使用不可）
- 対応言語 : 英語・中国語（簡体字・繁体字）・フィリピン語・ベトナム語（ノキア・ジャパン扱いのアジア向けモデルの場合）
- Java：Java ME MIDP 1.0, CLDC 1.0

## 特徴
小型のストレート筐体にMMS、XHTMLブラウザ、Javaなどの機能を凝縮したエントリーモデル。
カジュアルなデザインで、画面やキーパッド部の周囲は蓄光素材となっており、暗所で光る。
Xpress-on™カラーカバー採用により、外装の着せ替えが容易に可能。
また、着信音やゲームサウンドにより光るXpress-on™ゲーミングカバーにも対応。
W-CDMA方式には対応していないため、日本と韓国では使用することはできないが、GSM900/1800/1900方式に対応しているので前記以外の多くの地域で利用することができる。
日本においては、ノキア・ジャパンが日本国外専用端末として販売していた（日本語化はされていない）。
後継機種としてNokia 3120があり、基本的な仕様は同一である。

## キャリア
ノキア・ジャパンが販売していたものにはSIMロックがかかっていないため、多くのキャリアとSIMカードの契約のみで使用可能である。
過去に、NTTドコモの関連会社ドコモ・センツウが、movaの海外ローミングサービス「WORLD WALKER G-CARD」利用者向けのキャンペーンとして安価に優待販売していたことがあり、これにはNTTドコモのSIMロックがされていた。
同様に、モベルコミュニケーションズリミテッドがSIMカードとセットで販売していたものにもSIMロックがなされていた。

## カラー
- 標準カバー
  - ブルー
- 別売Xpress-on™カラーカバー
  - シルバー
  - レッド
- 別売Xpress-on™ゲーミングカバー
  - ブルー
  - オレンジ